# 광명광성초등학교
광명광성초등학교는 대한민국 경기도 광명시에 있는 공립 초등학교이다.

## 학교 연혁
- 1987년 1월 30일 광성국민학교 설립인가
- 1987년 11월 16일 광성국민학교 개교
- 1988년 3월 7일 병설 유치원 개교
- 1990년 2월 15일 제1회 졸업식
- 1993년 3월 1일 제3대 구웅서 교장 부임
- 1996년 3월 1일 광명광성초등학교 개명
- 1999년 9월 1일 제5대 황두익 교장 부임
- 2004년 3월 1일 제6대 김재영 교장 부임
- 2008년 9월 1일 제7대 김영철 교장 부임
- 2012년 3월 2일 제8대 이팔헌 교장 부임
- 2014년 9월 1일 제9대 이봉로 교장 부임
- 2015년 2월 13일 제26회 졸업
- 2015년 3월 2일 초등 38학급, 유치원 3학급, 특수학급 1학급 편성

## 참고 자료
- 광명광성초등학교 - 한국교육학술정보원 학교알리미